# Rua do Sobe e Desce, Número que Desaparece
Rua do Sobe e Desce, Número que Desaparece é uma série de televisão de comédia exibida pelo Canal Brasil numa coprodução com a Matinê Filmes desde 21 de julho de 2020. A série foi criada por Luiz Carlos Lacerda, o qual assina o roteiro e a direção em parceria com Oswaldo Lioi. É estrelada por Fernanda Vasconcellos e André Arteche com participações de Paula Burlamaqui, Marcelo Cavalcanti e Ghilherme Lobo.

## Sinopse
Cláudia (Fernanda Vasconcellos) se muda para o mesmo prédio em que Lourenço (André Arteche) mora. Eles se conhecem e aos poucos se tornam melhores amigos e confidentes. Ela é uma aeromoça que passa a maior parte do seu tempo viajando. Ele é um diretor de teatro que anseia a estreia de sua nova peça. Quando estão em casa, eles se tornam inseparáveis. Cláudia vive entrando e saindo de relacionamentos rápidos e Lourenço está apaixonado por um dos atores de sua peça. Entre idas e vindas, eles vão experimentar diversas definições de amizades e aprender que no final o amor sempre prevalece.

## Elenco

### Principal
- Fernanda Vasconcellos como Cláudia[3]
- André Arteche como Lourenço Braga
- Paula Burlamaqui como Selma
- Marcelo Cavalcanti como Dionísio Del Nero
- Ghilherme Lobo como Álvaro "Alvinho" Moreira

### Recorrente
- Tarcisio Voria como Fernando
- Guilherme Oldra como Murilo
- Oscar Magrini como Lúcio
- Marcelo Melo como Beto
- Saulo Arcoverde como Marcelo
- Edu Reyes como Sandro Reis
- Diego Cruz como Gil Brando

### Participações especiais
- Pedro Gosende como Mestre Rhama
- Maria Padilha como Marta
- Débora Kalume como Leonor
- Ilva Niño como Janice
- Jane di Castro como Lana

## Resumo
| Temporada | Temporada | Episódios | Exibição             | Exibição            |
| Temporada | Temporada | Episódios | Estreia de temporada | Final de temporada  |
| --------- | --------- | --------- | -------------------- | ------------------- |
|           | 1         | 6         | 21 de julho de 2020  | 4 de agosto de 2020 |

## Episódios

### 1.ª Temporada (2020)
| N.º na série | N.º na temp. | Título | Dirigido por                       | Escrito por         | Exibição original   |
| --- | ------------ | ------ | ---------------------------------- | ------------------- | ------------------- |
| 1 | 1            | "–"    | Luiz Carlos Lacerda e Oswaldo Lioi | Luiz Carlos Lacerda | 21 de julho de 2020 |
| Cláudia se muda para o prédio de Lourenço e logo se tornam amigos e confidentes.                                                                                                |              |        |                                    |                     |                     |
| 2 | 2            | "–"    | Luiz Carlos Lacerda e Oswaldo Lioi | Luiz Carlos Lacerda | 21 de julho de 2020 |
| Cláudia perde a paciência com seu namorado Hippie, mas logo supera a relação ao conhecer Lúcio. Lourenço faz novas audições para a sua peça e Dionísio tenta se aproximar dele. |              |        |                                    |                     |                     |
| 3 | 3            | "–"    | Luiz Carlos Lacerda e Oswaldo Lioi | Luiz Carlos Lacerda | 28 de julho de 2020 |
| Lúcio difama Dionísio em seu bairro. Cláudia se vê envolvida em outro relacionamento sem futuro após descobrir as mentiras do namorado.                                         |              |        |                                    |                     |                     |
| 4 | 4            | "–"    | Luiz Carlos Lacerda e Oswaldo Lioi | Luiz Carlos Lacerda | 28 de julho de 2020 |
| Após dar mais uma chance para o amor, Cláudia se vê desvalorizada por Beto. Lourenço vive situação incomoda em sua própria casa.                                                |              |        |                                    |                     |                     |
| 5 | 5            | "–"    | Luiz Carlos Lacerda e Oswaldo Lioi | Luiz Carlos Lacerda | 4 de agosto de 2020 |
| Alvinho discute com Lourenço e adverte o diretor sobre o relacionamento com Sandro. Cláudia conhece um mestre zen budista que promete trazer o equilíbrio a suas relações.      |              |        |                                    |                     |                     |
| 6 | 6            | "–"    | Luiz Carlos Lacerda e Oswaldo Lioi | Luiz Carlos Lacerda | 4 de agosto de 2020 |
| No episódio final da série, após o sucesso da estreia da peça de Lourenço, o diretor e Cláudia descobrem os novos caminhos que a amizade pode construir.                        |              |        |                                    |                     |                     |